# Metathelypteris wuyishanensis
Metathelypteris wuyishanensis är en kärrbräkenväxtart som beskrevs av Ren-Chang Ching. Metathelypteris wuyishanensis ingår i släktet Metathelypteris och familjen Thelypteridaceae. Inga underarter finns listade.